# バウイルジャン・イスラムハン
バウイルジャン・ヤーボシヌリー・イスラムハン（Bauyrzhan Yerbosynuly Islamkhan, カザフ語:Бауыржан Ербосынұлы Исламхан , 1993年2月23日 - ）は、カザフスタン・ジャンブール州タラズ出身のサッカー選手。カザフスタン代表。所属。ポジションはミッドフィールダー。

## 経歴

### クラブ
タラズ
地元のFCタラズでサッカーを始め、2011年3月6日、カザフスタン・プレミアリーグのFCイルティシュ・パヴロダル戦でプロデビューを果たした。2012年シーズンには23試合に出場し4得点を挙げ、カザフスタンサッカー連盟の年間最優秀若手選手賞を受賞した。
クバン・クラスノダール
2013年、自身の誕生日にFCクバン・クラスノダールへ3年契約で移籍した。同年3月25日に行われたFKトルペドとの親善試合には出場した が、ロシアサッカー・プレミアリーグへの出場機会は得られなかった。
アスタナ
2013年6月6日、FCアスタナへシーズン限りの期限付き移籍を果たした。7試合に出場し1得点を挙げた。
カイラト
2014年2月11日、FCカイラトへ3年契約で移籍した。2016年7月末には、古巣のアスタナから、カイラトとの契約満了時にアスタナへ復帰しないかと誘いを受けたが、イスラムハンは拒否した。
アル・アイン
2020年1月31日、UAEプロリーグのアル・アインFCへシーズン限りの移籍を果たした。同年9月に行われたAFCチャンピオンズリーグの試合後のドーピング検査で陽性となったため、同年12月に2年間のサッカー禁止処分を受けた。
オルダバス
出場停止期間を経て、2023年よりFCオルダバスでプレーしている。

### 代表

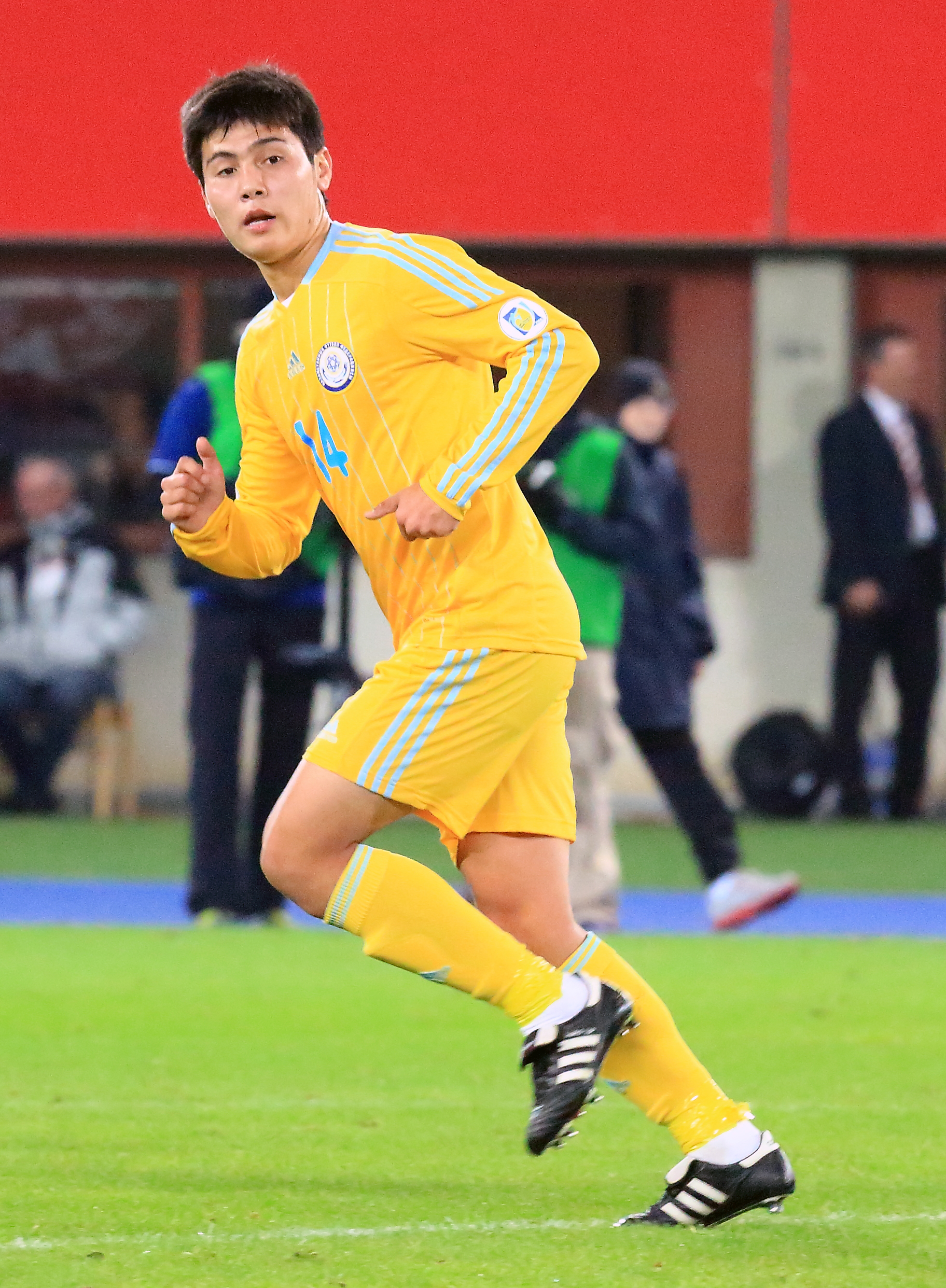
2014 FIFAワールドカップ・ヨーロッパ予選グループC・オーストリア代表戦でのイスラムハン（2012年10月16日）

2012年2月29日、ラトビア代表との親善試合でA代表デビューを果たした。
2022年11月、UAE戦で代表に復帰した。

## タイトル

### クラブ
カイラト
- カザフスタン・クボグィ(2回) : 2014,2015

オルダバス
- カザフスタン・プレミアリーグ : 2023

### 個人
- カザフスタン年間最優秀選手賞（英語版） : 2014